# 目 (生物)
目（英文：order，拉丁文：ordo）是生物分类法中的一个分类阶元，位于纲和科之间，可在其上建立级别更高的超目，也可在其下建立级别更低的亚目。
物种属于和不属于每个目是由生物分类学家决定的，和是否应该认可一个特定的目。 通常没有确切的协议，不同的生物分类学家各自采取不同的立场。 在描述或识别目时，生物分类学家不需要遵循严格的规则。 一些分类群几乎普遍被接受，而另一些分类群则很少被认可。
对于某些生物群，使用一致的后缀来表示其级别是一个目。拉丁语后缀 -(i)formes 表示“具有形式”的意思，用于鸟类和鱼类的科学名称，但不用于哺乳动物和无脊椎动物的命名。后缀 -ales 用于植物、真菌和藻类的目的名称。

## 级别的层次结构

### 动物学
对于《国际动物命名法规》所涵盖的某些演化支，有时会使用一些其他分类，但并非所有这些分类都得到官方认可。
| 名字（英文）       | 拉丁文前缀的英文意思            | 例1                      | 例2           |
| ------------------ | ------------------------------- | ------------------------ | ------------- |
| 高目（Magnorder）  | magnus: large, great, important | 北方真兽高目             |               |
| 超目（Superorder） | super: above                    | 靈長超目                 | 副爬行動物    |
| 大目（Grandorder） | grand: large                    | 真灵长大目（Euarchonta） |               |
| 上目（Mirorder）   | mirus: wonderful, strange       | 灵长形上目               |               |
| 目（Order）        |                                 | 灵长目                   | 前稜蜥形目    |
| 亚目（Suborder）   | sub: under                      | 簡鼻亞目                 | 前稜蜥亞目    |
| 下目（Infraorder） | infra: below                    | 類人猿下目               | Hallucicrania |
| 小目（Parvorder）  | parvus: small, unimportant      | 狹鼻小目                 |               |

在他们1997年的哺乳动物分类中，McKenna 和 Bell 在总目和目之间使用了两个额外的级别："大目（grandorder）"和"上目（mirorder）"。 Michael Novacek（1986）将它们插入同一位置。 迈克尔·本顿（Michael Benton，2005）将它们插入"超目(superorder)"和"高目(magnorder)"之间。 这个位置被 Systema Naturae 2000 和其他人采用。

### 植物学
在植物学中，"亚纲"（subclass）和"亚目"（suborder）的级别是预定义为分别在"目"级别之上和之下的次一级的级别。 只要被清晰的定义，就可以使用任何数量的更进一步的级别。
"超目"级别是被常用的，其中 -anae 结尾是由植物学家亚美因·塔赫塔江(Armen Takhtajan)的出版物从1966年开始发起的。

## 概念的历史
德国植物学家奥古斯都·奎里努斯·里维努斯（Augustus Quirinus Rivinus）在他的1690年代一系列论文中出现的植物分类中首次引入了作为具有其独特名称的生物分类的独特级别（并且不是仅仅称为更高一级的属（genus summum））的“目”。  卡尔·林奈（Carl Linnaeus）是第一个将其应用于他的《自然系統》(Systema Naturae)（1735年，第1版）中所有三个自然界（矿物，植物和动物）的划分。

### 植物学

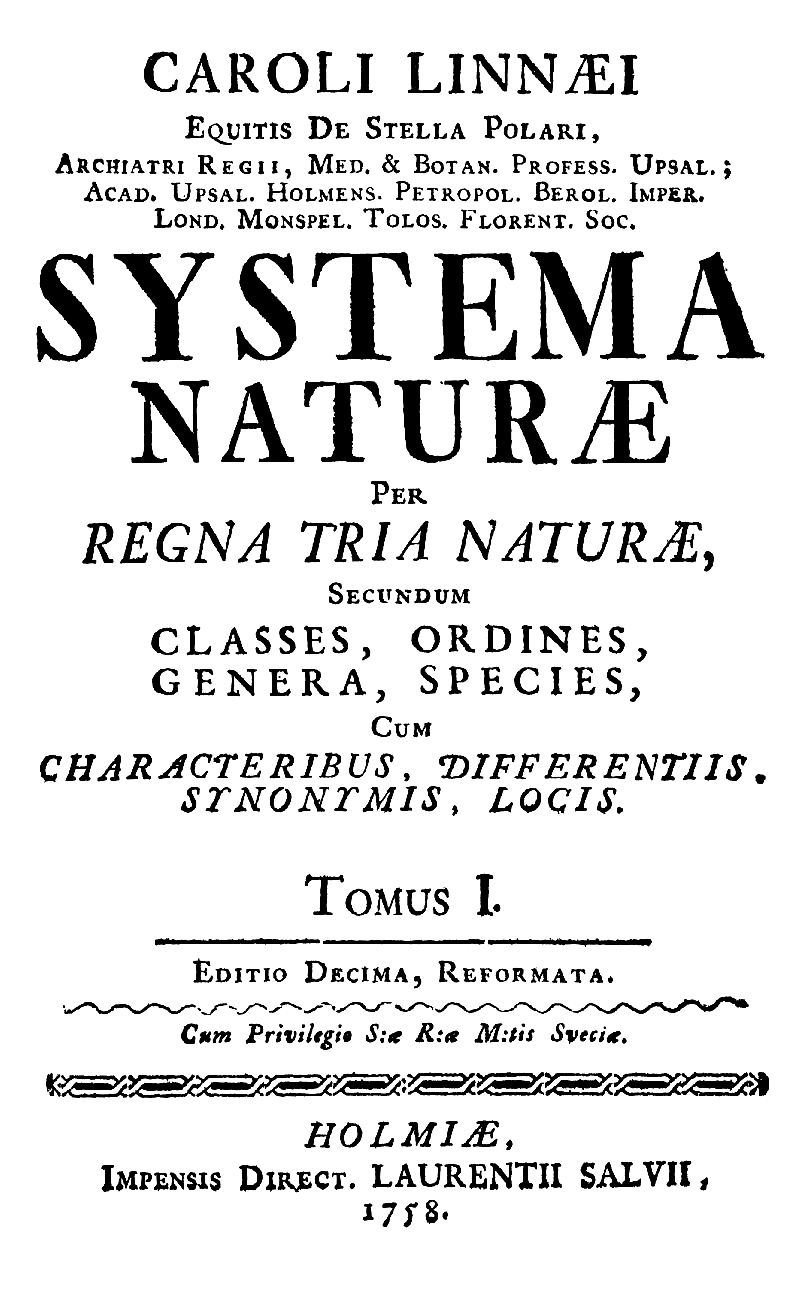
林奈著作《自然系統》的1758年版的封面。

对于植物，林奈在《自然系統》和《植物种志》中的目是被严格限制的，被用于将人为的细分为纲到更易于理解的更小的组。 当"ordo"一词首次被用于植物的自然单位时，在19世纪的著作中，例如德堪多的《植物学基本理论》的"德堪多分类系统"(De Candolle system)，和边沁和胡克的《Genera Plantarum》的"边沁－胡克系统"(Bentham and Hooker's system)，它表明了现在所称的「科」被赋予目的分類單元（参见自然目）。
在法国植物学出版物中，从Michel Adanson的《Familles naturelles des plantes》（1763年）到19世纪末，"科"（famille，复数：familles）一词被用作拉丁语ordo的法语等价物。 这种等同性在阿方斯·比拉姆·德康多爾(Alphonse De Candolle)的《植物命名法则》（Lois de la nomenclature botanique）（1868）中明确说明，这是目前使用的《国际藻类、真菌、植物命名法规》的前身。
在1905年国际植物学大会的第一个国际植物命名规则中，「科」（familia）一词被分配到法语的“famille”所表示的级别，而目（ordo）一词被保留给了更高的级别，给予19世纪经常被命名为「群」（cohors） （复数群体）的级别 。
一些植物分类的「科」仍保留林奈“自然目”的名称，甚至林奈认可的前林奈时期的自然目的名称，作为其自然分类中的目（例如棕榈科(Palmae)或唇形科(Labiatae)）。 这些名称称为‘描述性的科名字（descriptive family names）’。

### 动物学
在动物学中，林奈分类中目的使用更加一致。 也就是说，《自然系統》的动物学部分中的目是指自然群体。 他的一些目名称仍在使用中（例如鳞翅目是为蛾和蝴蝶所属的目，或双翅目是为苍蝇，蚊子，摇蚊(midge)和蠓所属的目）。

### 病毒学
在病毒学方面，國際病毒分類委員會的生物病毒分类表包括十五个分类群：域(realm)，亚域(subrealm)，界，亚界，门，亚门，类，子类，目，亚目，科，亚科，属，亚属和物种，将被应用 病毒，类病毒和卫星核酸。 有9个病毒目，每个都以后缀 -virales 结尾。